# 写経

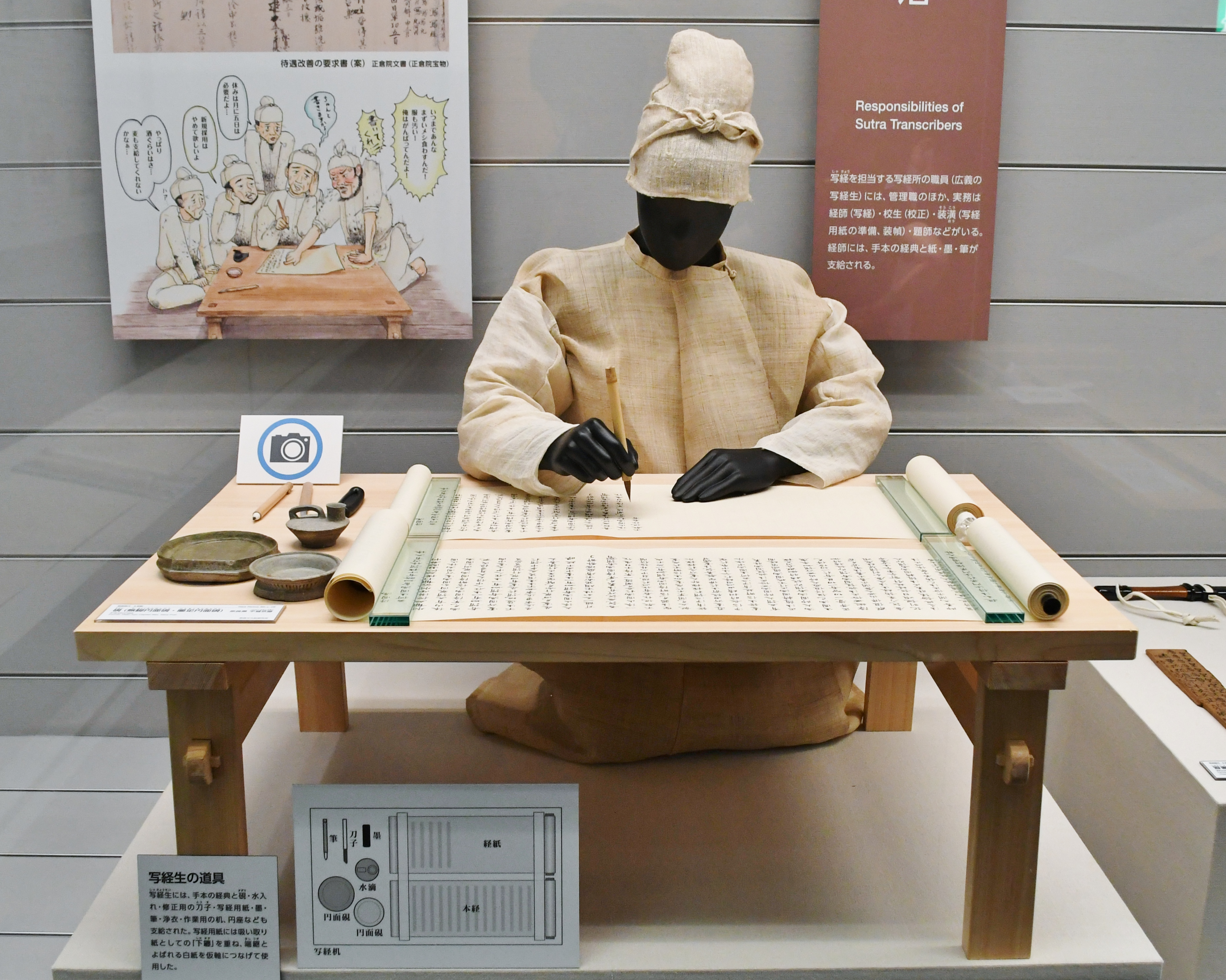
写経生国立歴史民俗博物館展示。

写経（しゃきょう）とは、仏教において経典を書写すること、または書写された経典のことを指す。
写経は、印刷技術が発展していなかった時代には仏法を広めるためにされていた。また、複数の僧侶が修行・講義・研究するために写経をすることは必要なことであった。その後 、写経することに功徳があると言われるようになった。

## 歴史
中国では、六朝時代に写経が定型化され、隋・唐のころに盛んに写経が行われるようになった。日本では673年（天武天皇2年）に川原寺で一切経の写経が行われたのを創始としている。そして、奈良時代の天平年間は聖武天皇が仏教を尊信し、その弘通を図ったため、仏教は空前の隆盛を来たした。したがって写経が一段と盛んになり、官立の写経所が設けられ、また東大寺などにも設置され、専門の写経生たちによって、国家事業としての写経が行われた。

### 写経所食口帳断簡
『写経所食口帳断簡』（しゃきょうしょ しょっこうちょう だんかん）という8世紀頃の古文書がフォッグ美術館に保管されている。これは写経所で働く人々に支給する米の割り当てを書いた帳（帳面・帳簿）と呼ばれる文書の一部であり、ここに以下の職名が見える。
- 経師（きょうじ）…写経をする人。
- 装潢（そうこう）…装潢の「装」は、かざる、「潢」は、紙を染める意で、経典の装釘をする人。
- 校生（きょうしょう）…経典の校正を行う人。
- 舎人（とねり）…雑務係。
- 仕丁（しちょう）…雑務係。
- 案主（あんず）…記録・文書の取り扱に当たる役人。

### 写経生の仕事
写経所の職員は、写経所の宿所に長期に亘って寝泊りし、休みなしで朝から晩まで仕事をしていた。経師たちには食料と給料が支給されたが、この給料は出来高払い（用紙1枚につき5文）であった。1日に、多い人で14枚弱、少ない人で5枚強で、1枚には425字ほどが書かれたようである。しかし、校正のとき、誤字がみつかると、5つで1文、脱字は1字につき1文、脱行は1行につき20文の罰金が科せられた。

## 信仰による写経
特に『法華経』は文中で度々写経の功徳を説いているため、盛んに写経された。
『法華経』に、「この経を受持し、読誦し、解説し、書写し、説の如く修行すれば、よく大願を成就す」とあるように、写経の目的は単に経典の流布にあるばかりではなく、成仏、善根、功徳の思想に基づいて書写されるようになった。
平安時代以降は、仏法を広めるということよりも個人的な祈願成就など信仰のためにも行われるようになり、末法思想が流行すると写経した経典を経筒に納めて埋納する経塚造営が行われていた。

### 供養
亡くなった家族や知人の供養のために、生前に書き残した手紙などを漉返紙や紙背文書として用いて写経する例がある。
前者の例として『日本三代実録』に清和天皇の没後に后の1人である藤原多美子が生前の手紙を漉き返して法華経を写経したと記録されている。
後者の例として妙蓮寺所蔵の伏見天皇宸翰法華経が父・後深草天皇宸筆の書状を紙背として用いていることで知られている。

## 現代の写経
一般的に、現代の日本で写経と言えば、『般若心経』の書写を指すことが多く、その目的も信仰や供養ではなく、学書のために行われている場合も少なくない。また、書家が書作品にすることも多い。
また日本のIT業界でも、コンピュータープログラミングを学習する者の間で、教科書やWebサイトに掲載された手本のソースコードを、コピー・アンド・ペーストせず実際に手を動かしてキーボードで書き写すことによって深い理解を得ようとする学習方法が、この仏教の修行にちなみ「写経」と通称されている。
また、このコンピュータプログラミングにおける写経という学習方法に対しては、その学習効果などがTwitter上で定期的に話題になっている。

## 刊経
書写された経典を「写経」と呼ぶのに対して、宋代以降に盛行した木版印刷による経典の方は「刊経」と呼ばれている。